# Episcia dianthiflora
Episcia dianthiflora là một loài thực vật có hoa trong họ Tai voi. Loài này được H.E.Moore & R.G.Wilson mô tả khoa học đầu tiên năm 1954.